# 米山シヲ
米山 シヲ（こめやま シヲ、1979年3月13日 - ）は、日本の女性漫画家、イラストレーター。血液型はB型。福島県出身。埼玉県在住。旧ペンネームは水城 葵（みずき あおい）。
漫画家の稀捺かのとは、双子の妹。

## 来歴
2002年、『月刊少年ガンガン』2002年3月号より『スターオーシャン ブルースフィア』のコミック版を連載開始しデビュー。
2009年よりペンネームを「米山シヲ」に改名し、『月刊少年ガンガン』2009年3月号より初のオリジナル作品『ブラッディ・クロス』を連載開始。

## 作品一覧

### 漫画
- ブラッディ・クロス - 『月刊少年ガンガン』連載（2009年3月号 - 2015年8月号、全12巻）
  1. 2009年7月22日発行 ISBN 978-4-7575-2584-9
  2. 2009年11月21日発行 ISBN 978-4-7575-2721-8
  3. 2010年4月22日発行 ISBN 978-4-7575-2844-4
  4. 2010年10月22日発行 ISBN 978-4-7575-3023-2
  5. 2011年4月22日発行 ISBN 978-4-7575-3195-6
  6. 2011年10月22日発行 ISBN 978-4-7575-3387-5
  7. 2012年4月21日発行 ISBN 978-4-7575-3550-3
  8. 2012年11月22日発行 ISBN 978-4-7575-3779-8
  9. 2013年7月22日発行 ISBN 978-4-7575-4000-2

- 梅衣堂ひよと旦那様の野望 - 『月刊少年ガンガン』連載（2016年3月号 - 2021年8月号、全4巻）
  1. 2017年2月22日発行 ISBN 978-4-7575-5244-9
  2. 2017年6月22日発行 ISBN 978-4-7575-5344-6
  3. 2019年2月22日発行 ISBN 978-4-7575-5692-8
  4. 2021年10月12日発行、ISBN 978-4-7575-7527-1

### イラスト
- 漫画雑誌『ガンガン戦-IXA-』（スクウェア・エニックス）
  - 2009年冬の陣 - イラスト「森蘭丸」
  - 2010年夏の陣 - ポストカード「土方歳三」
  - 2010年冬の陣 - ポストカード「佐々木小次郎」
- オンラインゲーム『戦国IXA』（スクウェア・エニックス） - 武将カード「森蘭丸」
- 『ギルティクラウン アンソロジーコミック』（スクウェア・エニックス）

## 水城葵名義作品一覧

### 漫画
- スターオーシャン ブルースフィア - 『月刊少年ガンガン』連載（2002年3月号 - 2005年4月号）、全7巻。
  1. 2002年9月22日発行 ISBN 4-7575-0764-X
  2. 2003年3月22日発行 ISBN 4-7575-0875-1
  3. 2003年7月22日発行 ISBN 4-7575-0984-7
  4. 2003年11月22日発行 ISBN 4-7575-1069-1
  5. 2004年3月22日発行 ISBN 4-7575-1169-8
  6. 2004年11月22日発行 ISBN 4-7575-1295-3
  7. 2005年5月21日発行 ISBN 4-7575-1430-1

  - スターオーシャンブルースフィア コミックカレンダー 2003（2002年11月発行）ISBN 4-7575-0802-6
- CROSS（読切り、『ガンガンカスタム』2006年No.1掲載）
- BLOODY CROSS（読切り、『月刊少年ガンガン』2007年7月号掲載）

### 小説挿絵
- L 詐欺師フラットランドのおそらくは華麗なる伝説（坂照鉄平著、富士見ファンタジア文庫、2008年）※3巻以降の挿絵は水谷悠珠が担当
  1. 2008年4月25日発行 ISBN 978-4-8291-3285-2
  2. 2008年8月25日発行 ISBN 978-4-8291-3319-4